# Cosmin Contra
Cosmin Marius Contra (Temesvár, 1975. december 12. –) román válogatott labdarúgó,  edző.

## Pályafutása
Futball pályafutását a román élvonalban szereplő Politehnica Timișoaranal kezdte, ahol három szezont húzott le, mielőtt átigazolt a rivális Dinamo București gárdájához. Négy szezon után külföldre szerződött 800 000 dollárért a Deportivo Alavéshez.
2009. április 1-jén játszott utoljára a válogatottban.